# Кришул Алб
Кришул Алб (Фехер Кьорьош) (на румънски: Crișul Alb; на унгарски: Fehér-Körös – Бели Кришул, Бели Кьорьош) е река в Румъния (окръзи Хунедоара и Арад) и Унгария (област Бекеш), лява съставяща на Кьорьош (ляв приток на Тиса, ляв приток на Дунав) Дължина 236 km. Площ на водосборния басейн 4240 km².
Река Кришул Алб води началото си от южните склонове на планината Бихар (част от Западните Румънски планини – Апусени), на 766 m н.в., в северната част на окръг Хунедоара. В най-горното течение тече на юг, след което завива на запад и преминава през Брадската котловина (около 300 m н.в.). След напускането на котловината завива на северозапад (запазва това направление до устието си) и след преминаването ѝ през живописен пролом между планинските масиви Кодру Мома на север и Заранд на юг излиза в крайната източна част на Среднодунавската низина. Тук долината ѝ значително се разширява и изплитнява, а течението ѝ се успокоява. При румънското село Вершанд навлиза на унгарска територия под името Фехер Кьорьош и на 5 km северно от град Дюла, на 86 m н.в. се съединява с идващата отдясно река Кришул Негру (Фекете Кьорьош) и двете заедно дават началото на река Кьорьош.
На север водосборният басейн на Кришул Алб (Фехер Кьорьош) граничи с водосборния басейн на река Кришул Негру (Фекете Кьорьош, дясна съставяща на Кьорьош), а на изток, юг и югозапад – с водосборния басейн на река Муреш (ляв приток на Тиса). В тези си граници площта на водосборния басейн на реката възлиза на 4240 km² (15,4% от водосборния басейн на Кьорьош). Основен приток Чигер (ляв).
В горното течение водите на реката се използват за промишлено и битово водоснабдяване, а в долното – за напояване. По цялото си протежение долината ѝ е гъсто заселена, като най-големите селища са градовете Брад и Инеу в Румъния и Дюла в Унгария.